# Ron Padgett
Ron Padgett (født 17. juni 1942) er amerikansk digter, essayist, skønlitterær forfatter og oversætter samt medlem af New Yorker-skolen. Hans bøger omfatter bl.a. Great Balls of Fire, The Adventures of Mr. & Mrs. Jim & Ron (sammen med Jim Dine), Toujours l'amour, Tulsa Kid, Triangles in the Afternoon, Ted: A Personal Memoir of Ted Berrigan, Poems I Guess I Wrote, You Never Know, Oklahoma Tough. Hans bøger om uddannelse og skrivning omfatter bl.a. The Teachers & Writers Handbook of Poetic Forms (som redaktør), The Teachers & Writers Guide to Walt Whitman (som redaktør) og Educating the Imagination (som medredaktør). Han fungerede også som redaktør af Teachers & Writers Magazine fra 1980 til 2000.